# Holger Karlsson (Gera)
Holger Karlsson (Gera), född omkring 1457, död 29 mars 1541 i Östra Ryds församling, Östergötland, var en svenskt riddare, riksråd, hövitsman och häradshövding.

## Biografi
Holger Karlsson (Gera) föddes omkring 1457. Han var son till riddaren och riksrådet Karl Knutsson (Gera) och Katarina Ulfsdotter (Roos). Holger Karlsson nämns första gången 1 juli 1497 dubbades till riddare senast 16 september 1499, troligen vid kung Hans kröning i Storkyrkan 26 november 1497. Han utnämndes till riksråd senast 1509 och var det fram till 1520, samt från 1526 till 1540. Holger Karlsson var från 1509 till 4 oktober 1616 häradshövding i Skärkinds härad och från 7 maj 1513 till 1517 hövitsman på Stegeborg. Han var 1520 lagman i Närkes lagsaga och  från 22 augusti 1525 i Östergötlands lagsaga.  Holger Karlsson var 1526 häradshövding i Skärkinds härad och blev 7 oktober 1532 häradshövding i Hanekinds härad. Han var från 25 maj 1535 till 16 maj 1536 häradshövding i Hammarkinds härad, samt 2 mars 1540. Holger Karlsson blev senast 9 april 1540 ledamot av regementsrådet. Han avled 1541 på Björkvik i Östra Ryds socken.
Av Sten Sture den yngre utnämndes han till slottsfogde på Stegeborgs slott senast år 1513. Hans hustru var kusin till ärkebiskop Gustaf Trolle vilket kan ha legat honom i fatet i de politiska striderna under 1510-talet och 1518 tvingades han lämna Stegeborg. Under de följande åren stödde han kung Kristian II. Efter Gustav Vasas seger sökte han och fick 1524 nåd och återkom till Sverige.
Han deltog även som Sveriges representant i fredsförhandlingarna med Danmark 1528, 1534 och 1540, samt med Lübeck 1531.

### Egendom
Holger Karlsson sätesgård var Björkvik i Östra Ryds socken. Han ägde jord i Bankekinds härad, Björkekinds härad, Bobergs härad, Bråbo härad, Hanekinds härad, Skärkinds härad och Åkerbo härad i Östergötland, i Allbo härad, Kinnevalds härad, Norrvidinge härad och Östra härad i Småland, i Österrekarne härad i Södermanland, i Bälinge härad och Vaksala härad i Uppland och i Åkerbo härad i Västmanland.
Han fick 1527 förläning på Munkeboda slott, samt Gullbergs härad, Bobergs härad och Aska härad. År 1528 fick han  förläning på Stegeborgs slott, samt Björkekinds härad, Bråbo härad, Hammarkinds härad, Lösings härad, Åkerbo härad och Östkinds härad. År 1530 fick han Östra Skrukeby socken i förläning och 1537 Åkerbo härad och Östra Stenby socken.

### Familj
Holger Karlsson gifte sig den 29 oktober 1514 med Beata Nilsdotter (Grip) (1494–1547), dotter till riddaren och riksrådet Nils Bosson (Grip) och Anna Arvidsdotter (Trolle). De fick tillsammans barnen rikrådet, lagmannen och friherre Karl Holgersson (Gera) (död 1566), Katarina Holgersdotter (Gera) (död 1558) som var gift med riddaren, riksrådet Ture Pedersson (Bielke), Ebba Holgersdotter (Gera) (död 1580), Emerentia Holgersdotter (Gera) (död 1566) som var gift med riddaren, ståthållaren Abraham Eriksson (Leijonhufvud), Elin Holgersdotter (Gera), riksrådet, lagmannen Jöran Holgersson (Gera) (död 1588) och Brita Holgersdotter (Gera) (död 1554).